# Trisha Paytas
Trisha Kay Paytas (Riverside, California; 8 de mayo de 1988) es una personalidad mediática, influencer, youtuber, música, actriz y empresaria estadounidense.

## Primeros años
Paytas nació en Riverside, California. como hija de Frank y Lenna (de soltera, Kant). Es de ascendencia húngara. Sus padres se divorciaron cuando ella tenía tres años, y entonces se mudó con su madre a Illinois. Paytas creció a las afueras de Rockford, Illinois en la ciudad de Freeport. A los quince años, Paytas se mudó a California para vivir con su padre y hermano, y recibió clases de un colegio en línea católico. Volvió a Illinois para vivir con su madre a los dieciséis.

## Carrera

### 2006-12: Comienzos
Después de mudarse a Los Ángeles para seguir una carrera en la actuación, comenzó a modelar profesionalmente para marcas de lencería y trabajó como estríper y chica de compañía para poder subsistir. Intentó romper el récord de habla más rápida en los Récord Guinness, pero fue incapaz de hacerlo. En 2006, Paytas hizo su primera aparición en televisión como acompañante de Greg Behrendt en The Greg Behrendt Show. Apareció en todos los episodios del programa hasta su cancelación. Al año siguiente en 2007 apareció en la segunda temporada de Who Wants to Be a Superhero?. Paytas tuvo el papel de «Ms. Lamela». Realizó un total de cuatro episodios. El 3 de enero de 2007, Paytas creó su canal de Youtube «blndsundoll4mj». El canal estaba inicialmente orientado en el cine de Quentin Tarantino, a quien Trisha idolatraba, pero poco después de ser creado, Paytas comenzó a centrarse en otro tipo de videos. Blndsundoll4mJ en su mayoría sube videos sobre moda, belleza y relaciones.
Desde 2008 a 2010, Paytas apareció en los programas The Price Is Right (2008), The Ellen DeGeneres Show (2011), Jane by Design (2011), Huge (2011), y Modern Family (2011), entre otros. Hizo de Jessica Simpson en el videoclip de 2009 de Eminem, «We Made You». También hizo apariciones como bailarina para la rapera M.I.A. en los Scream Awards de 2010. Más tarde ese año, apareció en los videoclips de «Playing the Part» de Jamey Johnson, «A Girl's Got to Do What a Girl's Got to Do» de Barbwire, y «Tears Dry on Their Own» de Amy Winehouse. Paytas hizo una aparición en un videoclip[¿cuál?] de Guns N' Roses, como novia de un gánster. Paytas protagonizó el video de Les Savy Fav para la canción «Sleepless in Silverlake» como Marilyn Monroe. En 2012, tuvo el papel de estríper en el video de The All-American Rejects, para «Beekeeper's Daughter». Paytas apareció en 2010 en un episodio de Mi extraña adicción, admitiendo su propia adicción a ponerse morena a pesar del riesgo de desarrollar cáncer de piel. En 2011, apareció en un episodio de The Millionaire Matchmaker pero no fue aceptada.

Durante esta época, Paytas hizo numerosos videos «trol», lo cual comentó luego en Business Insider como «estúpido» y que lo hizo para llamar la atención y ganar visitas. Esto incluía decir que los perros no tenían cerebro, o que iba a votar por el candidato republicano, Mitt Romney. En una entrevista con Perez Hilton, hizo comentarios sobre sus aspiraciones, diciendo: 
Tengo muchas inseguridades. Solo quiero que la gente me conozca y me quiera, porque no tengo amor. Literalmente no tengo amigos. Así que me gusta que la gente me adore ya que nunca he tenido un talento que hiciera que así fuese. Así que intentaba de todo pero nada funcionaba. Pero, honestamente, YouTube fue un enviado por Dios. Podía ser yo misma, y a la gente le gustaba.

### 2013-presente: Despegue y carrera musical
El 18 de enero de 2013, apareció en un episodio de Dr. Phil, hablando del fenómeno de «tildar de prostituta», muy habitual en las redes sociales.
En junio de 2014, Paytas creó un canal secundario, «TrishasLife», luego renombrado como Trisha Paytas, en los que se pueden encontrar vlog suyos. Por otra parte, comenzó a subir videos más relacionados con la música en su canal principal, blndsundoll4mJ. También comenzó a subir videos de sesiones de mukbang y concursos de comida. En julio de 2017, ya amasaba más mil millones de reproducciones por sus 2.500 videos.
En 2014, Paytas apareció junto a Richard Grieco en Viral Video, un cortometraje de terror el cual ella misma produjo. Realizó una secuela, Viral Video 2, en 2015.
El 26 de noviembre de 2014, Paytas lanzó su primer sencillo, una versión de la canción de Eartha Kitt, «Santa Baby». El 12 de diciembre, Paytas lanzó el videoclip de dicha canción. El 27 de abril lanzó el videoclip de «A Little Less Conversation», dirigido por Andrew Vallentine, y el 7 de mayo de lanzó su EP debut, Fat Chicks, también dirigido por Vallentine. El video de «Fat Chicks» figuró en las páginas web de Cosmopolitan, The Huffington Post, y Business Insider. El miembro de Van Halen, David Lee Roth introdujo el videoclip de la canción «Hot for Teacher».
Lanzó su EP Superficial Bitch el 29 de junio de 2015 cuyo video fue lanzado el 23 de julio. Un segundo video del EP titulado «Leonardo DiCaprio» fue lanzado el 7 de agosto. El año siguiente, en junio de 2016, Paytas lanzó su cuarto EP, Daddy Issues. Fue su primer EP en aparecer en la lista Billboard.
Paytas hizo una aparición en un episodio de junio de 2016 de To Tell the Truth.
En septiembre de 2016, lanzó su quinto EP, Showtime. En abril de 2017, lanzó su sexto EP, Chicken Fingers and Lipo. Luego se convirtió en concursante de Celebrity Big Brother 20. Paytas se fue del programa el 11 de agosto de 2017, después de 12 días.

## Vida personal
Paytas ha declarado ser católica.
A Paytas se le ha diagnosticado un trastorno límite de la personalidad.
A principios de 2020, comenzó una relación con el artista israelí Moses Hacmon. La pareja se comprometió en diciembre de 2020 y se casó el 11 de diciembre de 2021. El 14 de febrero de 2022 anunció su embarazo. El 14 de septiembre de 2022 nació su hija, Malibu Barbie Paytas-Hacmon. En noviembre de 2023 hizo público su segundo embarazo. Su hijo Elvis nació el 24 de mayo de 2024.